# Noorwegen op de Olympische Zomerspelen 1928
Noorwegen nam deel aan de Olympische Zomerspelen 1928 in Amsterdam, Nederland. De medailleoogst was vergeleken met vorige edities beperkt; slechts vier medailles.

## Medailleoverzicht
| Sport        | Olympiër                                                     | Discipline       | Medaille |
| ------------ | ------------------------------------------------------------ | ---------------- | -------- |
| Zeilen       | prins Olaf van Noorwegen Johan Anker Erik Anker Haakon Bryhn | 6m klasse (m)    | Goud     |
| Paardensport | Arthur Qvist Bjart Ording Wilhelm Johansen                   | eventing team    | Zilver   |
| Zeilen       | Henrik Robert                                                | 12 voets jol (m) | Zilver   |
| Atletiek     | Olaf Sunde                                                   | speerwerpen (m)  | Brons    |

## Deelnemers en resultaten

### Atletiek
| Olympiër            | Discipline               | Resultaat    | Prestatie |
| ------------------- | ------------------------ | ------------ | --- |
| Melvin Carson       | 100m (m)                 | DNS          | serie 15: niet gestart |
| Tormod Ulleberg     | 100m (m)                 | DNS          | serie 5: niet gestart |
| Fritz Krogh Nielsen | 200m (m)                 | DNS          | serie 11: niet gestart |
| Hjalle Johannesen   | 400m (m)                 | DNS          | serie 8: niet gestart |
| Fritz Krogh Nielsen | 400m (m)                 | DNS          | serie 9: niet gestart |
| Olaf Strand         | 800m (m)                 | halve finale | serie 4: 3de in 2.03,8 halve finale 3: 8ste in 1.59,9                                                                         |
| Reidar Jørgensen    | 1500m (m)                | series       | serie 2: 5de in 4.01,6 |
| Hans Gundhus        | 5000m (m)                | DNS          | serie 2: niet gestart |
| Erling Pedersen     | 5000m (m)                | DNS          | serie 1: niet gestart |
| Johan Badendyck     | 10000m (m)               | DNS          | niet gestart |
| Torvald Minde       | 10000m (m)               | DNS          | niet gestart |
| Conrad Hauge        | 110m horden (m)          | DNS          | serie 3: niet gestart |
| Erling Seeberg      | 110m horden (m)          | DNS          | serie 1: niet gestart |
| Conrad Hauge        | 400m horden (m)          | DNS          | serie 5: niet gestart |
| Johan Støa          | marathon (m)             | 36e          | 2:54.15 |
| Erling Aastad       | verspringen (m)          | 14e          | kwalificatie groep A: 4de met 7,07m                                                                                           |
| Arild Lenth         | verspringen (m)          | 31e          | kwalificatie groep D: 10de met 6,60m                                                                                          |
| Gunnar Fredriksen   | hink-stap-springen (m)   | 21e          | kwalificatie groep A: niet gestart                                                                                            |
| Arild Lenth         | hink-stap-springen (m)   | 31e          | kwalificatie groep A: 11de met 13,39m                                                                                         |
| Gunnar Hagen        | hoogspringen (m)         | 21e          | kwalificatie groep D: niet gestart                                                                                            |
| Oscar Midtlyng      | hoogspringen (m)         | 19e          | kwalificatie groep B: 4de met 1,77m                                                                                           |
| Einar Tommelstad    | hoogspringen (m)         | 11e          | kwalificatie groep C: 1ste met 1,83m finale: 11de met 1,84m                                                                   |
| Arne Petersen       | polsstokhoogspringen (m) | 21e          | kwalificatie groep A: niet gestart                                                                                            |
| Johan Trandem       | kogelstoten (m)          | 13e          | kwalificatie groep B: 8ste met 13,40m                                                                                         |
| Ketil Askildt       | discuswerpen (m)         | 13e          | kwalificatie groep C: 3de met 42,57m                                                                                          |
| Harald Stenerud     | discuswerpen (m)         | 4e           | kwalificatie groep B: 2de met 44,82m finale: 4de met 45,80m                                                                   |
| Johan Trandem       | discuswerpen (m)         | 8e           | kwalificatie groep A: 2de met 43,97m                                                                                          |
| Olav Sunde          | speerwerpen (m)          | Brons        | kwalificatie groep C: 1ste met 63,97m finale: 3de met 63,97m                                                                  |
| Harald Stenerud     | kogelslingeren (m)       | 16e          | kwalificatie: 16de met 41,06m                                                                                                 |
| Gunnar Fredriksen   | tienkamp (m)             | DNF          | 100m: 16de in 11,8 verspringen: 19de met 6,45m kogelstoten: 18de met 11,56m hoogspringen: 13de met 1,70m 400m: 24ste in 55,8  |
| Gunnar Hagen        | tienkamp (m)             | DNF          | 100m: 24ste in 12,0 verspringen: 31ste met 5,95m kogelstoten: 18de met 11,56m hoogspringen: 6de met 1,75m 400m: 28ste in 56,4 |

### Boksen
| Olympiër        | Discipline  | Resultaat | Prestatie |
| --------------- | ----------- | --------- | --- |
| Olav Nielsen    | -50,8kg (m) | 9e        | 1ste ronde: vrij 2de ronde: V van RSA Lebanon: punten                                                                                              |
| Ingvald Bjerke  | -53,5kg (m) | 17e       | 1ste ronde:' V van USA Daley: punten |
| Arthur Olsen II | -57,2kg (m) | 9e        | 1ste ronde: vrij 2de ronde: V van ARG Peralta: punten                                                                                              |
| Haakon Lind     | -61,2kg (m) | 17e       | 1ste ronde:' V van GER Dübbers: punten |
| Arthur Olsen II | +79,4kg (m) | 9e        | 1ste ronde: vrij kwartfinale: W van USA Kaletchitz: knock-out halve finale: V van SWE Ramm: punten bronzen finale: V van DEN Michaelsen: knock-out |

### Paardensport
| Olympiër                                 | Discipline  | Resultaat | Prestatie |
| Dressuur                                 | Dressuur    | Dressuur  | Dressuur |
| ---------------------------------------- | ----------- | --------- | --- |
| Paul Michelet                            | individueel | 26e       | 170,78 punten |
| Eventing                                 |             |           | |
| Eugen Johansen                           | individueel | 27e       | dressuur: 6de met 224,56 punten cross-country: 24ste met 1370,5 punten springconcours: 27ste met -7,5 punten totaal: 1587,56 punten |
| Bjart Ording                             | individueel | 6e        | dressuur: 16de met 200,98 punten cross-country: 15de met 1412 punten springconcours: 1ste met 300 punten totaal: 1912,98 punten     |
| Arthur Qvist                             | individueel | 9e        | dressuur: 10de met 221,14 punten cross-country: 21ste met 1404 punten springconcours: 12de met 270 punten totaal: 1895,14 punten    |
| Bjart Ording Arthur Qvist Eugen Johansen | team        | Zilver    | dressuur: 4de met 646,68 punten cross-country: 2de met 4186,50 punten springconcours: 3de met 562,50 punten totaal: 5395,65 punten  |
| Springconcours                           |             |           | |
| Knut Gysler                              | individueel | 21e       | 6 strafpunten |
| Anton Klaveness                          | individueel | 32e       | 12 strafpunten |
| Bjart Ording                             | individueel | 36e       | 16 strafpunten |
| Knut Gysler Anton Klaveness Bjart Ording | team        | 11e       | 34 strafpunten |

### Schermen
| Olympiër                                                            | Discipline      | Resultaat | Prestatie |
| ------------------------------------------------------------------- | --------------- | --------- | --- |
| Sigurd Akre-Aas                                                     | degen (m)       | 52e       | 1ste ronde groep A: 9de V van ESP Garcia V van GBR Biscoe V van EGY Moyal V van POR da Silveira V van GER Halberstadt V van BEL Debeur V van MEX Hernández V van HUN Hátszeghy W van SWE Cederschiöld |
| Raoul Heide                                                         | degen (m)       | 37e       | 1ste ronde groep C: 7de V van POR d'Eça Leal V van DEN Berthelsen V van HUN Rády V van SWE Dyrssen V van ARG Villamil W van EGY Cicurel W van NED Driebergen W van ESP González W van USA Barnett     |
| Frithjof Lorentzen                                                  | degen (m)       | 57e       | 1ste ronde groep D: 10de V van BEL Tom V van FRA Massard V van ROU Penescu V van DEN Ryefelt V van ARG Martínez V van USA Milner V van TCH Černohorský V van GRE Bembis W van NED de Jong             |
| Sigurd Akre-Aas Raoul Heide Frithjof Lorentzen Jacob Bergsland      | degen team (m)  | 12e       | 1ste ronde groep E: 2de W van Zwitserland: 10-6 V van Groot-Brittannië: 6-9 kwartfinale D: 3de V van Portugal: 2-10 V van Verenigde Staten: 7-8                                                       |
| Jacob Bergsland                                                     | floret (m)      | 39e       | 1ste ronde groep G: 5de V van FRA Cattiau: 3-5 V van AUT Ettinger: 2-5 V van BEL Bru: 4-5 V van DEN Bærentzen: 2-5 W van FIN Appelroth: 5-0 W van ROU Caranfil: 5-4                                   |
| Johan Falkenberg                                                    | floret (m)      | 26e       | 1ste ronde groep B: 4de V van DEN Osiier: 2-5 V van GER Casmir: 1-5 W van HUN Kálniczky: 5-3 W van ESP García: 5-3                                                                                    |
| Frithjof Lorentzen                                                  | floret (m)      | 37e       | 1ste ronde groep E: 5de V van ITA Puliti: 1-5 V van EGY Moyal: 1-5 V van NED Nederpeld: 2-5 V van GBR Wand-Tetley: 2-5 W van SUI Fitting: 5-3 W van CHI Goyoaga: 5-2                                  |
| Jacob Bergsland Johan Falkenberg Frithjof Lorentzen Sigurd Akre-Aas | floret team (m) | 15e       | 1ste ronde groep B: 4de V van Argentinië: 3-13 V van België: 3-13 V van Spanje: 7-9 |
| Sigurd Akre-Aas                                                     | sabel (m)       | 30e       | 1ste ronde groep G: 4de V van GER Casmir: 1-5 V van USA Cohn: 0-5 V van BEL Kesteloot: 2-5 W van ESP González: 5-4                                                                                    |

### Wielersport
| Olympiër                                                       | Discipline         | Resultaat | Prestatie      |
| -------------------------------------------------------------- | ------------------ | --------- | -------------- |
| Karl Hansen                                                    | tijdrit (m)        | 43e       | 5:30.33        |
| Gustav Kristiansen                                             | tijdrit (m)        | 35e       | 5:23.14        |
| Ragnvald Martinsen                                             | tijdrit (m)        | DNF       | niet gefinisht |
| Reidar Raaen                                                   | tijdrit (m)        | DNF       | niet gefinisht |
| Gustav Kristiansen Karl Hansen Ragnvald Martinsen Reidar Raaen | ploegentijdrit (m) | DNF       | niet gefinisht |

### Worstelen
| Olympiër       | Discipline  | Resultaat   | Prestatie |
| Vrije stijl    | Vrije stijl | Vrije stijl | Vrije stijl |
| -------------- | ----------- | ----------- | --- |
| Knut Olsen     | -61kg (m)   | 7e          | 1ste ronde: vrij kwartfinale: V van SUI Minder |
| Birgir Nilsen  | -65kg (m)   | 4e          | 1ste ronde: vrij kwartfinale: W van BEL Smet halve finale: W van SUI Mollet finale: V van EST Käpp zilveren halve finale: V van FRA Pacôme bronzen finale: V van FIN Leino |
| Grieks-Romeins |             |             | |
| Sven Martinsen | -58kg (m)   | 9e          | 1ste ronde: W van YUG Sabo: beslissing 2de ronde: V van HUN Zombori: beslissing 3de ronde: V van GER Leucht: beslissing                                                    |
| Martin Egeberg | -60kg (m)   | 14e         | 1ste ronde: V van TCH Kratochvíl: beslissing 2de ronde: V van BEL Dillen: beslissing                                                                                       |
| Karl Pedersen  | -67,5kg (m) | 9e          | 1ste ronde: vrij 2de ronde: V van HUN Keresztes: beslissing 3de ronde: V van FIN Westerlund                                                                                |
| Alfred Larsen  | -75kg (m)   | 13e         | 1ste ronde: V van ITA Bonassin 2de ronde: V van EST Kusnets |
| Robert Gaupset | -82,5kg (m) | 8e          | 1ste ronde: W van NED Heijm 2de ronde: W van GER Rieger: beslissing 3de ronde: V van DEN Hansen                                                                            |

### Zeilen
| Olympiër                                                                   | Discipline       | Resultaat | Prestatie                    |
| -------------------------------------------------------------------------- | ---------------- | --------- | ---------------------------- |
| Henrik Robert                                                              | 12 voets jol (m) | Zilver    | 12 punten: (1-5-3-1-2-1-4-3) |
| prins Olaf van Noorwegen Johan Anker Erik Anker Haakon Bryhn               | 6m klasse (m)    | Goud      | 3 punten: (1-1-12-1-2-2-7)   |
| Bernhard Lund Halfdan Hansen Magnus Konow Jens Salvesen Wilhelm Wilhelmsen | 8m klasse (m)    | 4e        | 2-8-6-7-3-5                  |

### Zwemmen
| Olympiër   | Discipline          | Resultaat    | Prestatie                                  |
| ---------- | ------------------- | ------------ | ------------------------------------------ |
| Knut Olsen | 100m vrije slag (m) | halve finale | serie 5: 2de in 1.05,0 halve finale 3: 4de |

Argentinië · Australië · België · Brits-Indië · Bulgarije · Canada · Chili · Cuba · Denemarken · Duitsland · Egypte · Estland · Filipijnen · Finland · Frankrijk · Griekenland · Groot-Brittannië · Haïti · Hongarije · Ierland · Italië · Japan · Joegoslavië · Letland · Litouwen · Luxemburg · Malta · Mexico · Monaco · Nederland · Nieuw-Zeeland · Noorwegen · Oostenrijk · Panama · Polen · Portugal · Roemenië · Spanje · Tsjecho-Slowakije · Turkije · Uruguay · Verenigde Staten · Zuid-Afrika · Zuid-Rhodesië · Zweden · Zwitserland